# آنا ماريا جوهانسون
آنا ماريا جوهانسون (بالسويدية: Anna-Maria Johansson) مواليد 1982 في السويد، هي لاعبة كرة يد سويدية تلعب كظهير أيمن. مثلت منتخب السويد لكرة اليد للسيدات. شاركت في دورة الألعاب الأولمبية الصيفية سنة 2012. حققت المركز الثاني في بطولة أوروبا لكرة اليد للسيدات 2010.

## سجل المنافسة
شاركت في البطولات التالية:
- الألعاب الأولمبية الصيفية 2012
- بطولة العالم لكرة اليد للسيدات 2011
- بطولة العالم لكرة اليد للسيدات 2015
- بطولة أوروبا لكرة اليد للسيدات 2010
- بطولة أوروبا لكرة اليد للسيدات 2014

## الميداليات
| الميدالية | المسابقة                            |
| --------- | ----------------------------------- |
| فضية      | بطولة أوروبا لكرة اليد للسيدات 2010 |
| برونزية   | بطولة أوروبا لكرة اليد للسيدات 2014 |

## وصلات خارجية
- آنا ماريا جوهانسون على موقع أوليمبيديا (الإنجليزية)
- آنا ماريا جوهانسون على موقع اللجنة الأولمبية السويدية (السويدية)